# Penthouse (tijdschrift)

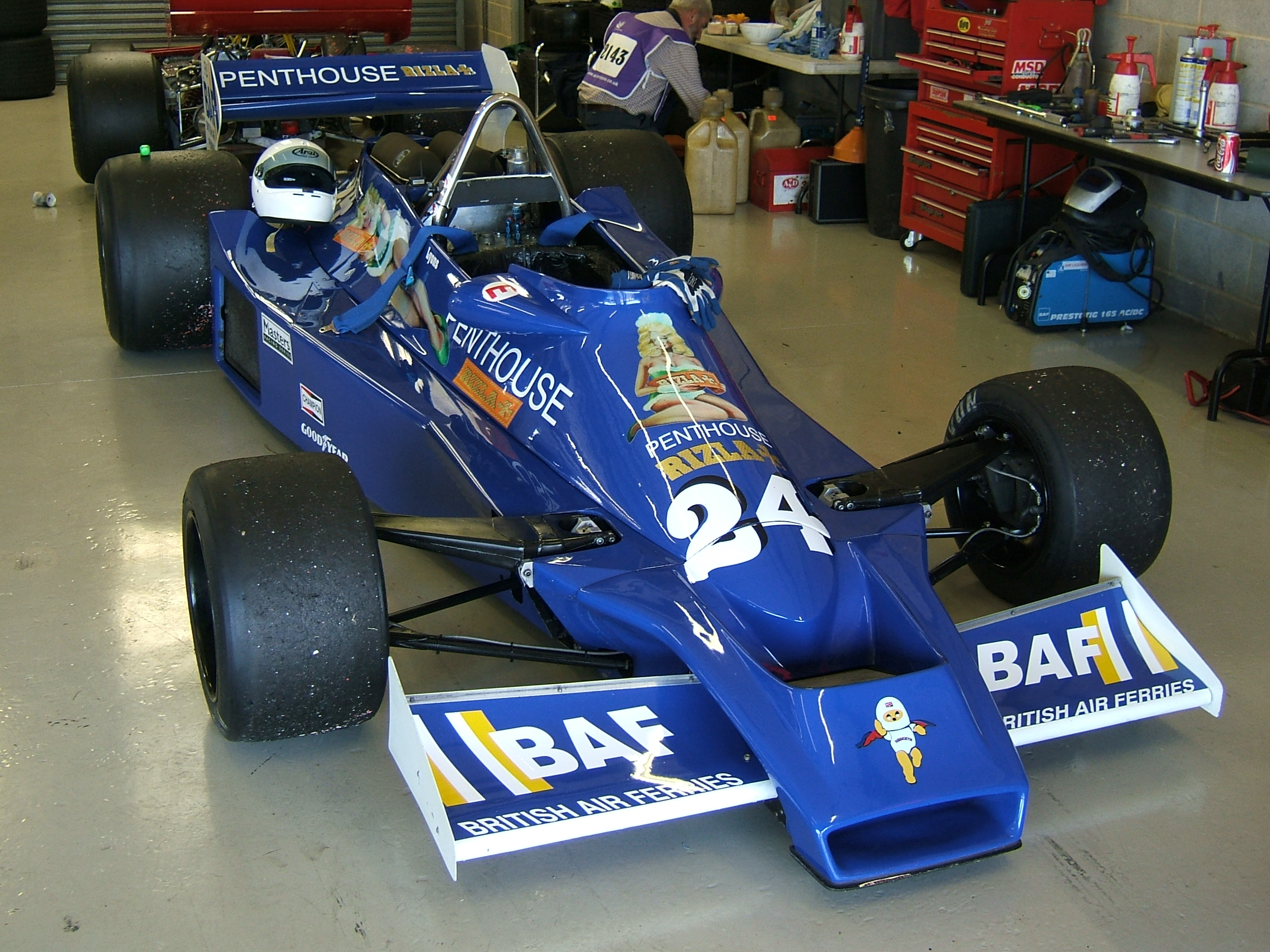
Een racewagen van Penthouse

Penthouse is een voornamelijk op mannen gericht erotisch tijdschrift uitgebracht door de Penthouse Media Group. Het werd in 1965 door Robert 'Bob' Guccione opgericht in Engeland en in 1969 naar de Verenigde Staten gebracht. 

## Historie
Voor de seksuele revolutie van de jaren zeventig probeerde Penthouse het taboe op seksualiteit onder het grote publiek weg te nemen. Maandelijks nam het een uitklapplaat van een naaktmodel op in het tijdschrift, de Penthouse Pet of the Month. Geleidelijk evolueerde het blad van een blootblad naar een hardcore-tijdschrift met expliciete foto's. Penthouse ging hierin verder dan concurrent Playboy, maar toonde evenmin seksuele handelingen.
Penthouse groeide later uit tot meer dan alleen het tijdschrift. Het bedrijf startte een uitgebreide website, begon een televisiezender, nachtclubs, films en levert diensten voor mobiele telefonie. Het sponsorde in de jaren zeventig raceteams, zoals het team van Hesketh. Op de website gaat Penthouse verder dan in het tijdschrift en behoort expliciete seks wel tot het aanbod.

## Nederlandstalige editie
In november 1986 bracht Penthouse de eerste Nederlandse editie van het tijdschrift uit, die in 1988 een oplage bereikte van 117.293 exemplaren. Vanaf de jaren negentig begonnen de oplagecijfers van het blad zeer sterk te dalen. Volgens HOI, Instituut voor Media Auditing bedroeg de betaalde gerichte oplage van de Nederlandse Penthouse in 2012 nog slechts 8.652 exemplaren.
De Nederlandse versie van Penthouse plaatst in eigen ogen bravere foto's dan de Amerikaanse versie, vertelde eindredactrice Alexandra de Jong in 1996. Dit met name in verband met de wensen van adverteerders. In praktijk betekent dit dat het blad kiest voor de minder expliciete foto's van de plusminus duizend die tijdens één fotoshoot gemaakt worden.

### Bekende Nederlanders in Penthouse
- Connie Breukhoven (december 1986)
- Diana de Koning (oktober 1987)
- Joke Bruijs (november 1987)
- Linda Dubbeldeman (december 1987)
- Esther Oosterbeek (november 1988)
- Jerney Kaagman (november 1990)